# Итальянский неореализм

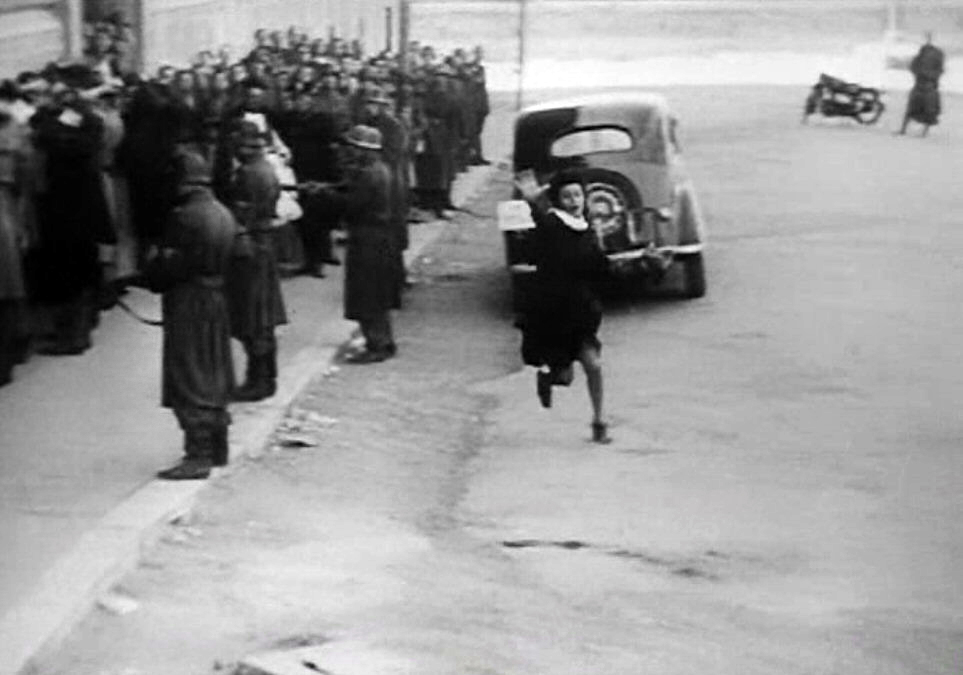
Кадр из фильма «Рим — открытый город»

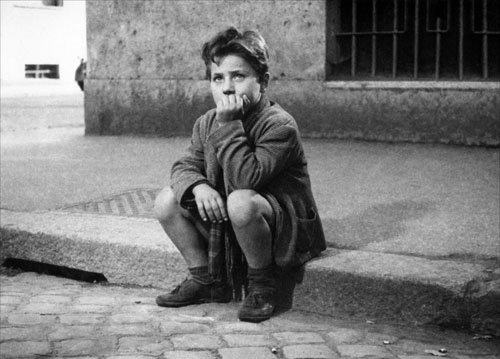
Энцо Стайола в «Похитителях велосипедов»

Итальянский неореализм — течение в послевоенном итальянском кинематографе, сложившееся под влиянием поэтического реализма Марселя Карне и Жана Ренуара и достигшее наибольшего размаха с 1945 по 1955 год. Основные представители течения — Роберто Росселлини, Лукино Висконти, Витторио Де Сика, Джузеппе де Сантис — группировались вокруг киножурнала «Cinema», главным редактором которого был Витторио Муссолини (сын дуче).

## Канон
Хотя основные принципы неореализма (натурная съёмка, естественное освещение, неприукрашенный показ жизни низов) Висконти и Де Сантис нащупали в прото-нуаре «Одержимость» (1943), первым неореалистическим фильмом принято считать «Рим — открытый город» (1945) Роберто Росселлини. Четыре года спустя, после выхода картины Витторио Де Сика «Похитители велосипедов», об итальянском неореализме заговорил весь мир.

## Характеристика
Ю. М. Лотман отмечал, что итальянский неореализм был направлен против «театральной помпезности» (вестернов, киноопер и исторических эпопей) и стремился «к полному отождествлению искусства и внехудожественной реальности». Средствами реализации были следующие «отказы»:
- от стереотипного киногероя (опора на «маленького человека»)
- от «звезд» (опора на непрофессионалов)
- от «железного сценария» (по ходу создавались и менялись диалоги)
- от музыкального сопровождения
- от монтажа

Зигфрид Кракауэр отмечал «уличность» действия в картинах этого направления когда «превалируют ситуации общественной жизни над частными делами, эпизоды с участием широких масс над личными конфликтами». По его мнению «Когда на улицах творят историю, улицы сами просятся на экран» и приводил в качестве наблюдение Никола Кьяромонте, который, прослеживая истоки возникновения итальянского неореализма послевоенных лет, писал: «Тогда жизнь кинорежиссёров протекала, как и у всех остальных, на улицах и на дорогах. Они видели то же, что видели все. Для подделки того, что они видели, у них не было ни съёмочных павильонов, ни достаточно мощного оборудования, да и не хватало денег. Поэтому им приходилось снимать натурные сцены прямо на улицах и превращать простых людей в кинозвёзд».

## Идеология
Кинематографический стиль, называемый «неореализмом», ассоциируется с левыми (но не экстремистскими) политическими настроениями. Многие из создателей этих фильмов были эмоционально близки к левому краю политического спектра, включая Итальянскую коммунистическую партию (которая, со своей стороны, была в преддверии зарождения новых тенденций, получивших два десятилетия спустя название «еврокоммунизм» и «коммунизм с человеческим лицом»). По мнению некоторых историков, именно неореализм оказал смягчающее влияние на итальянских коммунистических идеологов и способствовал ослаблению их жёсткого марксистского догматизма и идеологических нравов..

## Закат
К середине 1950-х годов XX века популярность неореализма стала сходить на нет: послевоенная нищета и неустроенность уходили в прошлое, благосостояние итальянского населения неуклонно росло, коммунисты стали терпеть поражения на выборах. На первый план в итальянском кинематографе выступили более утончённые режиссёры-модернисты — Федерико Феллини и Микеланджело Антониони. Помимо них, с неореализма началась карьера выдающихся актрис Анны Маньяни и Сильваны Мангано. Многие принципы неореализма оказались востребованными пришедшими ему на смену движениями, такими как французская новая волна, новое немецкое кино, иранское кино конца XX века и Догма 95.

## Итальянский неореализм и СССР
По свидетельству Евгения Евтушенко, все русские шестидесятники выросли отнюдь не на марксизме, а на итальянском неореализме: «Нет маленьких страданий, нет маленьких людей — вот чему научил нас заново итальянский неореализм».
В СССР 1950-х годов неореалистические фильмы имели беспрецедентный успех. Их появление на экране было бесспорным знаком ослабления жёстких идеологических рамок советской цензуры, а сами фильмы являли собою резкий контраст с предельно политизированным и дидактическим советским кинематографом 1930-х — 1950-х годов и его жёсткими идеологическими и эстетическими канонами. Традиционные чопорные каноны Голливуда также были отброшены неореалистическими режиссёрами. Некоторые советские кинокартины конца 1950-х и начала 1960-х годов отмечены влиянием неореалистической эстетики, чтó было осторожно упомянуто вскользь даже в Большой Российской энциклопедии, в нехарактерной для неё ссылке на иностранное влияние.

## Критика
Юрий Лотман отмечал, что при всем демократизме итальянский неореализм становился «слишком интеллектуальным», а значит, скучным для неподготовленного зрителя.

## Представители
- Джузеппе Де Сантис
- Витторио Де Сика
- Федерико Феллини
- Альберто Латтуада
- Роберто Росселлини
- Лукино Висконти
- Чезаре Дзваттини
- Сузо Чекки д’Амико
- Бруно Карузо

## Работы
К числу кинематографических работ, обозначаемых словом «неореализм», обычно относят конкретную, чётко ограниченную группу фильмов; в частности:
- «Одержимость» (Лукино Висконти, 1943);
- «Дети смотрят на нас» (Витторио Де Сика, 1943);
- «Рим — открытый город» (Роберто Росселлини, 1945);
- «Шуша» (Витторио Де Сика, 1946);
- «Пайза» (Роберто Росселлини, 1946);
- Германия, год нулевой (Роберто Росселини, 1948);
- «Похитители велосипедов» (Витторио Де Сика, 1948);
- «Земля дрожит» (Лукино Висконти, 1948);
- Горький рис (Джузеппе Де Сантис, 1949);
- «У стен Малапаги» (Рене Клеман, 1949);
- «Нет мира под оливами» (Джузеппе Де Сантис, 1950);
- Самая красивая (Лукино Висконти, 1951);
- «Чудо в Милане» (Витторио Де Сика, 1952);
- «Рим в 11 часов» (Джузеппе Де Сантис, 1952);
- Европа '51 (Роберто Росселлини, 1952);
- Умберто Д. (Витторио Де Сика, 1952).